# Odruch promieniowy
Odruch promieniowy – odruch głęboki wywoływany poprzez uderzenie młoteczkiem neurologicznym w wyrostek rylcowaty kości promieniowej. Podczas badania istotne jest, aby przedramię było ułożone swobodnie, a kąt pomiędzy nim a ramieniem był rozwarty. Ręka powinna się znajdować w pozycji pomiędzy pronacją a supinacją. Wówczas po uderzeniu na skutek skurczu mięśni: dwugłowego ramienia, ramienno-promieniowego oraz ramiennego prawidłowo daje zaobserwować się zgięcie przedramienia w stawie łokciowym. 
Jeżeli podczas wywoływania odruchu promieniowego występuje dodatkowo szybkie zgięcie dłoniowe palców badanej ręki, to mamy wtedy do czynienia z patologicznym odruchem Jackobsohna.
Ośrodek odruchu promieniowego zlokalizowany jest na wysokości C5-C6.